# Elzenwratmijt
De elzenwratmijt (Eriophyes laevis) is een galmijt die kleine, puistjesachtige gallen maakt op de bladeren van elzen. De mijt werd voor het eerst beschreven door de Oostenrijkse zoöloog Alfred Nalepa in 1889.

## Kenmerken
Eriophyes laevis maakt kleine, min of meer puistjesachtige gallen, tot 2 mm in diameter. Ze kunnen het grootste deel van het blad bedekken, wat de groei kan beperken. Elke gal heeft een smalle opening aan de onderzijde van het blad. De gallen zijn eerst groen maar worden later in het jaar meestal paars of rood. De mijten verlaten de gal in de herfst en brengen de winter door in lege elzenkatjes of schorsspleten
De vergalde bomen zijn verschillende soorten elzen, zoals zwarte els (Alnus glutinosa), witte els (Alnus incana), Alnus rubra en de Alnus alnobetula. Bladeren worden af en toe geïnfecteerd door zowel deze soort als de elzennerfhoekmijt (Eriophyes inangulis).

## Verspreiding
Hij komt voor in Europa en Noord-Amerika. 